# Gruppo Editoriale L'Espresso
Gruppo Editoriale L'Espresso S.p.A. es un conglemerado italiano de medios de comunicación, fundado en 1955 con sede en Roma, y que cotiza en la bolsa italiana.

## Accionistas
- CIR Group - 50,852%
- Carlo Caracciolo - 10,008%
- Gruppo Editoriale L'Espresso - 5,068%
- Assicurazioni Generali - 2,670%
- Giulia Maria Crespi (anterior presidente de FAI) - 2,335%
- Cassa di Risparmio di Trieste (Fundación) - 2,001%

## Visión general
Periódicos nacionales
- la Repubblica

Periódicos locales
- 50.000 a 100.000 copias: Il Tirreno, La Nuova Sardegna, Messaggero Veneto - Giornale del Friuli, Alto Adige
- 20.000 a 50.000 copias: Il Piccolo, Gazzetta di Mantova, Il Mattino di Padova, La Provincia Pavese, Il Centro
- 10.000 a 20.000 copias: La Tribuna di Treviso, Gazzetta di Reggio, La Sentinella del Canavese (dos veces por semana), La Nuova Ferrara, Gazzetta di Modena, La Nuova Venezia
- Menos de 10.000 copias: la Città

Revistas
- L'Espresso
- Limes
- National Geographic Italia (edición italiana de National Geographic Magazine)
- Le Scienze (edición italiana de Scientific American)
- MicroMega
- Mente & Cervello
- Le Guide dell'Espresso

Emisoras de radios
- Radio DeeJay
- Radio Capital
- m2o

Canales de televisión
- Repubblica Radio TV
- Deejay TV
- myDeejay
- Onda Latina

Portales web
- Kataweb

Publicidad
- A. Manzoni & C.

Formación
- Somedia